# Георги III Църноевич
Георги III Църноевич (на сръбски: Ђурађ III Црнојевић) († след 1435) е син на войводата Радич Църноевич. Управлявал земи на зетския княз Балша III заедно с брат си Алекси и заемал високо положение в двора на княза, на когото служил като войвода. В изворите се среща през 1413 г., когато подпомага Балша III при изграждането на църквата „Св. Никола“ в манастира Прасквица в района на Будва.
Георги Църноевич е женен за дъщеря на албанския феодал Коджа Захария, от която има четирима сина: Джурашин, Гойчин Църноевич († след 1451), Стефан I Църноевич и един с неизвестно за историята име.